# Dinastía XVIII de Egipto

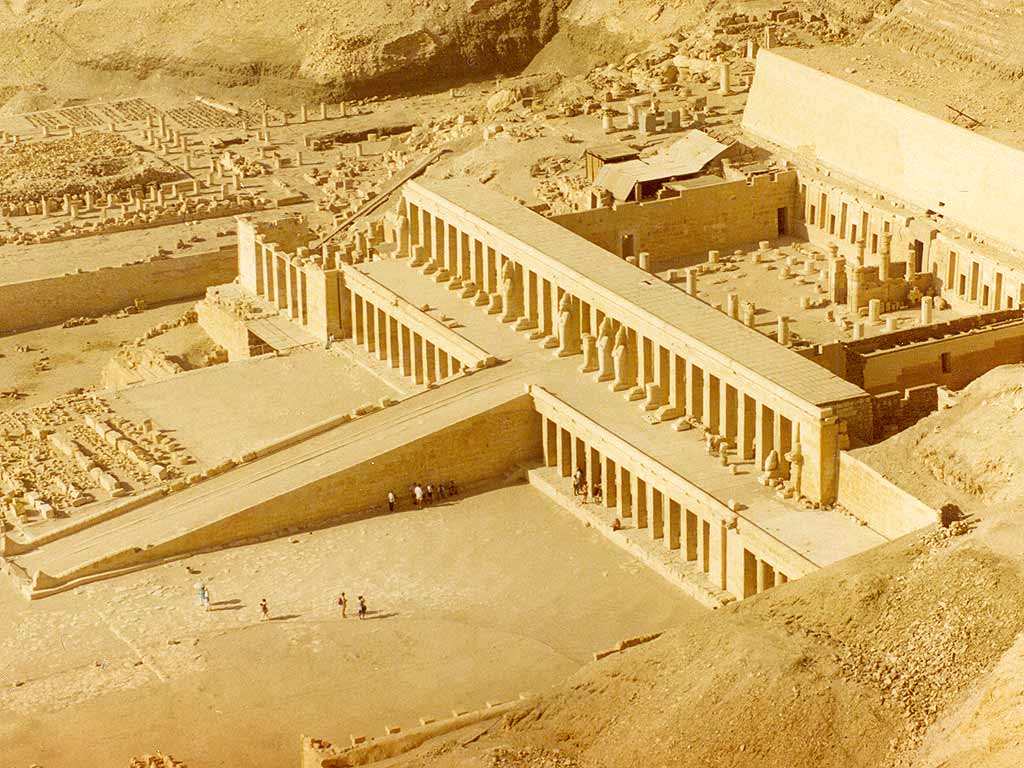
Templo de Hatshepsut en Deir el-Bahari

La dinastía XVIII la integran el conjunto de faraones que gobernaron Egipto entre los años 1575 y 1295 a. C., aproximadamente. Esta época se considera el periodo de máximo esplendor de la civilización faraónica, así como un momento de gran expansión territorial. Es el comienzo del período denominado por los historiadores Imperio Nuevo de Egipto.

## Historia
La próspera dinastía XVIII se compone de catorce o quince reyes, casi todos bastante bien documentados. 
Los nombres que figuran a continuación son los helenizados, los más comunes, seguidos de las transcripciones en castellano de sus títulos: el Nombre de Trono o de Nesut-Bity, y el Nombre de Nacimiento o de Sa-Ra, los más utilizados por estos faraones en inscripciones y monumentos.
Amosis I, Nebpehtyra Ahmose
Hijo del rey tebano Seqenenra Taa y hermano del precursor de la unificación, Kamose, fue el libertador de Egipto, tierra que llevaba unos cien años parcialmente dominada por el pueblo asiático de los hicsos. Gobernó 25 años, durante los cuales pudo restaurar el sistema político anterior a la conquista hicsa, así como proteger las fronteras con numerosas fortalezas.
Amenofis I, Dyeserkara Amenhotep
Hijo del anterior. Sus 21 años de reinado fueron de continuidad respecto a los de su padre. Emprendió algunas campañas en Nubia y desarrolló una importante actividad arquitectónica, que le valió ser considerado, junto con su madre Ahmose-Nefertari, el patrono del poblado de constructores de tumbas de Deir el-Medina.
Tutmosis I, Aajeperkara Thutmose
Se desconocen los lazos que le unían a su antecesor (hijo natural, yerno, cuñado...). Se tuvo que casar con una princesa real para poder legitimar su ascenso al trono. Gobernó durante unos 13-15 años, en los que convirtió al país en una superpotencia mundial, conquistando toda la región sirio-palestina y llegando hasta la cuarta catarata del Nilo en Nubia. Se le considera fundador del poblado de artesanos de Deir el-Medina y su tumba la primera conocida del Valle de los Reyes y, fue en definitiva, uno de los más grandes faraones de la historia.
Tutmosis II, Aajeperenra Thutmose
Hijo del anterior con una esposa secundaria. Su ascensión al trono es legitimada con la adopción como Gran Esposa Real de su medio hermana Hatshepsut. Se desconoce el tiempo exacto de su reinado, que oscila entre 3 y 13 años. Al morir, heredó el reino su hijo Tutmosis III, pero su minoría de edad le impidió reinar y tuvo que hacerlo Hatshepsut. Parece ser que fue un rey muy inactivo, que pasó sin pena ni gloria.
Hatshepsut, Maatkara Hatshepsut
Esposa del anterior. Era la hija nacida de Tutmosis I con su Gran Esposa Real, y por tanto, la única portadora de la legitimidad. Es uno de los personajes más atractivos de Egipto por el hecho de coronarse reina-faraón a la muerte de su marido, y establecer una corregencia con el legítimo rey, Tutmosis III, durante 20 años. Fue una grandísima constructora, que se supo rodear de hombres eficaces, pero dio excesivos poderes al clero de Amón. Tras su muerte, sus imágenes y su nombre fue dañado (damnatio memoriae) y se desconocen cuales fueron los motivos exactos. En el 2005 Zahi Hawass, director del Egyptian Mummy Project y secretario general del Consejo Supremo de Antigüedades y su equipo, se enfocaron en una momia llamada KV60a, descubierta más de un siglo antes. En ningún momento se creyó que esta momia era tan importante como para retirarla del suelo de una tumba menor en el Valle de los Reyes ya que se encontró sin féretro y sin los tesoros que distinguían a los faraones, descubriéndose muchos años más tarde que era la momia de la reina faraón.
La momia de Hatshepsut fue presentada al público en junio de 2007, después de un largo periodo de incertidumbre acerca de su correcta identificación. Zahi Hawass, secretario general del Consejo Supremo de Antigüedades en Egipto, aseguró que se trataba del descubrimiento arqueológico más importante desde el hallazgo de la tumba de Tutankamón, en 1922.
Según el egiptólogo James Henry Breasted es la primera "gran mujer en la historia de la que se nos es contado", es pertinente acotar que su momia fue identificada por un molar faltante debido a que fue borrada de la historia por razones políticas.
Tutmosis III, Menjeperra Thutmose
Hijo de Thutmose II y de una esposa real de menor rango. Tuvo que compartir el trono con su tía-madrastra durante 20 de los 54 años de su reinado. A la muerte de Hatshepsut, borró todo rastro de su memoria y usurpó sus monumentos. Ha pasado a la historia como el "Napoleón egipcio", por sus victoriosas campañas asiáticas y africanas, que lo convirtieron en el faraón más importante jamás nacido y en el terror de los demás pueblos. Durante su reinado, Egipto alcanzó su máxima expansión territorial.
Amenofis II, Aajeperura Amenhotep
Hijo del anterior. Prosiguió la estela de gloria de su padre con excelentes resultados, pero se negó a seguir avanzando en las conquistas, conformándose con tener en su poder Nubia y toda Siria. Reinó cerca de 26 años, en los que logró mantener el país en la cima y en el centro del mundo entonces conocido.
Tutmosis IV, Menjeperura Thutmose
Hijo del anterior. Sus 10 años de reinado los consagró a mantener las cosas como estaban, firmando beneficiosos tratados de paz con Mitani y Babilonia. No habría más conquistas egipcias, era el tiempo de recoger lo sembrado. Thutmose IV fue el primero de los reyes que comenzó a alejarse perceptiblemente de los todopoderosos sacerdotes de Amón, estableciendo como alternativa el culto solar (véase, Estela del Sueño).
Amenofis III, Nebmaatra Amenhotep
Hijo del anterior. Es, por excelencia, el rey más opulento del mundo y de toda la dinastía, y sin duda el monarca más rico de la época. Se encargó de enriquecer como nunca el estado gracias a las conquistas de sus antecesores. Su largo reinado de 38 años lo consagró a una intensa actividad constructora, solo superada por Ramsés II. Al final de su reinado es deificado en vida y se implanta el culto a Atón, el disco solar, como claro oponente a Amón, comenzando las tensiones internas.
Akenatón, Neferjeperura Amenhotep, Neferjeperura Ajenatón o Amenhotep IV
Hijo del anterior, se coronó como Amenofis IV pero cambió su nombre durante el cuarto año de reinado. Su reinado es único por ejecutar por primera vez en la historia de la civilización humana una reforma religiosa monoteísta en torno a Atón y suprimir en mayor o menor grado el resto de credos, en especial el del dios Amón. Cambió la capital de Tebas a Aketatón, fundada por él mismo, e ignoró las amenazas exteriores. En sus 17 años de reinado se deterioró sensiblemente el imperio exterior egipcio y todas las posesiones sirias se perdieron debido a las conquistas hititas.
Neferneferuatón, Anjetjeperura Neferneferuatón
Nombre que tomó la Gran Esposa Real de Ajenatón, la bella Nefertiti, y también nombre con el que se designó al primer corregente de Akenatón. Como a veces aparece con el nombre de una mujer, se ha pensado que Nefertiti fue ascendida al rango de corregente, igual que Hatshepsut, conservando su título de Neferneferuatón.
Semenejkara, Anjjeperura Semenejkara
Fue el último corregente de Akenatón, durante el espacio de sus últimos años de reinado. Se desconoce todo acerca de este rey fantasma, y se ha llegado a pensar que no es más que otro nombre de la reina Nefertiti. Fuera hombre o mujer, lo cierto es que tras la muerte de Akenatón parece que gobernó en solitario unos meses más, en los que al parecer ya comenzaron los contactos con los sacerdotes de Amón. El sueño de Akenatón había finalizado.
Tutankamon, Nebjeperura Tutanjamón
Fue un rey-niño manejado por los grandes personajes de la corte. Sus 10 años de reinado fueron muy intensos en el sentido de que se trató de recuperar todo lo perdido durante la época herética de Akenatón: Tebas recuperó la capitalidad, Amón volvió a ser la cabeza del panteón, se restauraron todos los monumentos... Tras su prematura muerte, se extinguió definitivamente el linaje real descendiente de Ahmose. Estudios de su ADN en febrero del 2010 revelaron además de su muerte a causa del Mal de Köhler (una necrosis avascular ósea) agravado por malaria, que era hijo de Akenatón, y también determinaron que la momia de la tumba KV35YL, conocida como Dama Joven, es la de la auténtica madre de Tutankamón, revelada además como hermana plena de Akenatón, este descubrimiento hace del joven faraón, como mínimo, fruto de un incesto regio. 
Ay, Jeperjeperura Ay
Visir de Tutankamón, uno de los personajes más importantes de la corte. Era el progenitor de la reina Nefertiti y existen hipótesis de algún vínculo sanguíneo con la reina Tiy, la esposa principal de Amenhotep III. Ya era de muy avanzada edad cuando logró el ansiado trono, y solo gobernó 4 años, que al parecer fueron de continuidad con los de su joven antecesor. Para legitimar su ascensión al trono, toma como Gran Esposa Real a la reina sobreviviente de Tutankamón, la reina Ankesenamón, quién a la sazón era su nieta.
Horemheb, Dyeserjeperura Horemheb
Considerado por algunos el fundador de la dinastía siguiente, este general se casó con la hija de Ay y medio-hermana de Nefertiti para legitimar su ascenso al trono. Su reinado fue de unos 27 años, en los que se encargó de suprimir los nombres de Akenatón, Smenkara, Tutankamón y Ay de las listas reales y la historia oficial, mostrándose como el sucesor de Amenhotep III. Tuvo numerosas actividades bélicas, y recuperó parte del sur de Palestina, pero jamás se volvería a alcanzar la expansión lograda por Thutmose I y III.
El sucesor de Horemheb fue su visir, el anciano Paramesu, quien tomó el nombre de Ramsés I y fue fundador de la Dinastía XIX.

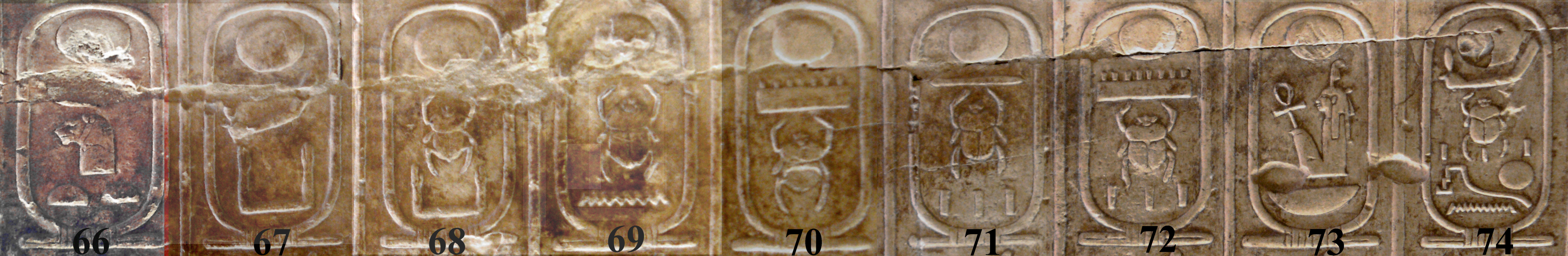
Lista Real de Abidos. Cartuchos 66-74.

## Faraones de la dinastía XVIII
Nombres transcritos de los epígonos de Manetón y jeroglíficos coetáneos.
| Nombre común               | Nombre de Nesut-Bity (L R de Abidos) | Nombre de Sa-Ra . | Flavio Josefo (Contra Apión) (de Teófilo)           | Sexto Julio Africano (Versión de Jorge Sincelo) . | Eusebio de Cesarea (Versión de Sincelo) (Versión armenia) | Periodo de reinado (± 50 años) |
| Amosis I Ahmose            | Nebpehtyra (66)                      | Ahmose            | Tetmosis (1) 25                                     | Amos (1) ?                                        | Amosis (1) 25 Amoses (1) 25                               | c. 1534 - 1508 a. C.           |
| Amenofis I Amenhotep I     | Dyeserkara (67)                      | Amenhotep         | Amenofis (3) 21                                     | Amenoftis (3) 24                                  | Ammenofis (3) 21 Amofis (3) 21                            | c. 1508 - 1484 a. C.           |
| Tutmosis I Thutmose I      | Aajeperkara (68)                     | Thutmose          | Kebron (2) 13 Jebron (2) 13                         | Jebros (2) 13                                     | Jebron (2) 13 Kebron (2) 13                               | c. 1484 - 1472 a. C.           |
| Tutmosis II Thutmose II    | Aajeperenra (69)                     | Thutmose          | (omitido)                                           | (omitido)                                         | (omitido)                                                 | c. 1472 - 1466 a. C.           |
| Hatshepsut                 | Maatkara (omitido)                   | Hatshepsut        | Amesis (4) 22 Amesse (4) 21                         | Amensis (4) 22                                    | (omitido)                                                 | c. 1466 - 1444 a. C.           |
| Tutmosis III Thutmose III  | Menjeperra (70)                      | Thutmose          | Mefres (5) 13                                       | Misafris (5) 13                                   | Mifres (4) 12 Memfres (4) 12                              | c. 1466 - 1412 a. C.           |
| Amenofis II Amenhotep II   | Aajeperra (71)                       | Amenhotep         | Meframutosis (6) 26 Meframmutosis (6) 21            | Misfragmutosis (6) 26 (llamado Amosis)            | Misfragmutosis (5) 26 Misfarmutosis (5) 26                | c. 1414 - 1388 a. C.           |
| Tutmosis IV Thutmose IV    | Menjeperura (72)                     | Thutmose          | Tutmosis (7) 10 Tutmoses (7) 10                     | Tutmosis (7) 9                                    | Tutmosis(6) 9 Tutmosis (6) 9                              | c. 1388 - 1378 a. C.           |
| Amenofis III Amenhotep III | Nebmaatra (73)                       | Amenhotep         | Amenofis (8) 31                                     | Amenofis (8) 31 (llamado Memnón)                  | Amenofis (7) 31                                           | c. 1378 - 1339 a. C.           |
| Amenhotep IV Akenatón      | Neferjeperura (omitido)              | Amenohotep        | Horus (9) 36                                        | Horus (9) 37                                      | Horus (8) 36 Horus (8) 28                                 | c. 1339 - 1322 a. C.           |
| Nefertiti Neferneferuatón  | Anjetjeperura (omitido)              | Neferneferuatón   | Acenkeres (10) 12 (hermana) (10) 12 (hija de Horus) | Kebres (12) 12                                    | Akenkerses (9) 12 Akenkerres (9) 16 (Éxodo)               | c. 1322 - 1321 a. C.           |
| Semenejkara                | Anjjeperura (omitido)                | Semenejkara       | Acenkeres (12) 12 Akrenjeres (12) 12                | Akerres (10) 32                                   | Akerres (10) 8                                            | c. 1324 - 1321 a. C.           |
| Tutankamon                 | Nebjeperura (omitido)                | Tutanjamon        | Ratotis (11) 9                                      | Ratos (11) 6                                      | Atoris (9b) 39                                            | c. 1321 - 1311 a. C.           |
| Ay                         | Jeperjeperura (omitido)              | Ay                | Acenkeres II (13) 12 Akrenjeres II (13) 12          | Akerres (13) 12                                   | Kerres (11) 15                                            | a. 1311 - 1307 a. C.           |
| Horemheb                   | Dyeserjeperura Setepenra (74)        | Horemheb          | Harmais (14) 4 (llamado Danaos)                     | Armesis (14) 5                                    | Armáis (12) 5 (llamado Danaos)                            | c. 1307 - 1292 a. C.           |
| Ramsés I (Dinastía XIX)    |                                      |                   | Rameses (15) 1                                      | Rameses (15) 1                                    |                                                           | c. 1293 - 1291 a. C.           |
| Seti I (Dinastía XIX)      |                                      |                   | (omitido)                                           |                                                   |                                                           | c. 1291 - 1279 a. C.           |
| Ramsés II (Dinastía XIX)   |                                      |                   | Harmeses Miammun (16) 66 Rameses Miammun (16) 66    |                                                   | Rameses (13) 68 (llamado Egipto)                          | c. 1279 - 1213 a. C.           |
| Merenptah (Dinastía XIX)   |                                      |                   | Ammenofis (17) 19                                   | Amenofat (16) 19                                  | Ammenofis (14) 40                                         | c. 1213 - 1202 a. C.           |
| Seti II (Dinastía XIX)     |                                      |                   | Setos (18) ? Setos (18) 10 (llamado Rameses)        |                                                   |                                                           | c. 1202 - 1195 a. C.           |

- Entre paréntesis el orden real, seguido del número de años de reinado asignados.
- Algunos epígonos de Manetón incluyen en la dinastía XVIII varios faraones de la dinastía XIX.
- Referencias: W. G. Waddell: Manetho; Cambridge, 1940.

## Cronología de la dinastía XVIII
Cronología estimada por los siguientes egiptólogos: 
| - Primer faraón: Ahmose - 1570-1547 (Wente) - 1569-1545 (Redford) - 1554-1529 (Parker) - 1552-1527 (Hornung) - 1552-1526 (Grimal) - 1550-1525 (Reeves, Arnold) - 1550-1525 (von Beckerath) - 1550-1525 (Shaw, Kitchen) - 1549-1524 (Dodson) - 1540-1525 (Malek) - 1540-1515 (Aldred) - 1539-1514 (Krauss, Murnane) - 1530-1504 (Helck) | - Último faraón: Horemheb - 1343-1315 (Redford) - 1335-1308 (Gardiner, Arnold) - 1335-1304 (Parker) - 1334-1306 (Hornung) - 1333-1305 (O'Connor) - 1328-1298 (Dodson) - 1327-1295 (Kitchen) - 1326-1299 (Aldred) - 1323-1295 (Grimal, Lehner, Málek, Shaw) - 1321-1294 (von Beckerath) - 1321/19-1292/91 (Wente) - 1319-1292 (Krauss, Murnane) - 1305-1292 (Helck) |